# Glenea smaragdina
Glenea smaragdina là một loài bọ cánh cứng trong họ Cerambycidae.